# Ункосово
Ункосово — село в Чучковском районе Рязанской области России, входит в состав Ункосовского сельского поселения.

## География
Село находится на берегу притока реки Алешня и Ункосовского водохранилища, на расстоянии 6 км к юго-востоку от посёлка городского типа Чучково, административного центра района.

### Часовой пояс
Село Ункосово, как и вся Рязанская область, находится в часовой зоне МСК (московское время). Смещение применяемого времени относительно UTC составляет +3:00.

## История
В конце XIX века — один из центров пеньковой торговли Щацкой провинции.

## Население
| 1926 | 1981 | 2010 |
| ---- | ---- | ---- |
| 936  | ↘160 | ↘105 |